# Isabelle Jongenelen
Isabelle Jongenelen (* 28. Juli 1991 in Breda) ist eine ehemalige niederländische Handballspielerin.

## Karriere
Isabelle Jongenelen spielte in den Niederlanden von 2008 bis 2011 bei Van der Voort/Quintus und anschließend bei Sercodak Dalfsen, mit dem sie 2012 die Meisterschaft gewann. In der Saison 2012/13 lief die 1,79 Meter große Rückraumspielerin für den französischen Erstligisten Union Mios-Biganos-Bègles auf. 2013 ging sie in die deutsche  Handball-Bundesliga zur HSG Blomberg-Lippe. Im Sommer 2014 wechselte sie zur SG BBM Bietigheim. Während der Winterpause der Saison 2015/16 schloss sich Jongenelen dem französischen Verein Nantes Loire Atlantique an, den sie zum Saisonende wieder verließ. Anschließend schloss sie sich dem deutschen Bundesligisten VfL Oldenburg an. Mit Oldenburg gewann sie 2018 den DHB-Pokal. Im Sommer 2019 kehrte sie zur HSG Blomberg-Lippe zurück. Nach zwei Jahren in Blomberg schloss sie sich erneut dem VfL Oldenburg an. In der Saison 2022/23 stand Jongenelen beim türkischen Verein Yalıkavak Spor Kulübü unter Vertrag, mit dem sie den türkischen Pokal gewann. Anschließend beendete sie ihre Karriere.
Jongenelen gehörte zum erweiterten Kader der niederländischen Nationalmannschaft für die Weltmeisterschaft 2013 in Serbien.